# With You (album-phim)
'''With You''' là bộ phim điện ảnh Hoa Kỳ  được sản xuất bởi Dirty South, một DJ nổi tiếng người Serbia gốc Úc và kịch bản của Ryan Colucci, được công chiếu trên 17 quốc gia trên toàn thế giới, bao gồm: Hoa Kỳ, Úc, Canada, Thụy Điển, Bồ Đào Nha, Việt Nam, Thụy Sĩ, Anh, Serbia, Na Uy, Philippines, Panama, México, Đức, Pháp, Colombia và Tây Ban Nha từ ngày 31 tháng 10 năm 2014 đến ngày 16 tháng 1 năm 2015. Bộ phim này dài 12 tập.

## Kịch bản
Johnny- nhân vật nam chính trong phim đã xiêu lòng với Aurelia- một cô gái từ một hành tinh khác, Cô là người có khả năng chữa lành mọi thứ. Khi họ hôn nhau lần đầu tiên Johnny phát hiện ra Aurelia đã thấm chất độc vào người cậu. Johnny sống sót, nhưng anh đã bị mất trí nhớ. 15 năm sau đó, Johnny là một nghệ sĩ đang gặp khó khăn, anh phải đấu tranh chứng bệnh này. Anh đặt ra nhiệm vụ phải tìm ra người con gái mình yêu thương thêm một lần nữa.

## Nhân vật chính
- Cameron Palatas... Johnny trẻ
- Jearnest Corchado... Aurelia trẻ
- Jim Devoti... Johnny Rocket
- Nathalie Kelley... Aurelia
- Dave Sheridan... Dr. Little
- Dendrie Taylor... Mrs. Rocket
- Gary Dourdan... Ruben Haze
- Ilia Volok... Landlord